# Euxoa exculta
Euxoa exculta är en fjärilsart som beskrevs av Smith 1900. Euxoa exculta ingår i släktet Euxoa och familjen nattflyn. Inga underarter finns listade i Catalogue of Life.